# Saffron Henderson
Saffron Henderson (znana również jako Safferon Henderson, Safron Henderson, ur. 25 września 1965 w Vancouver) – kanadyjska aktorka filmowa, telewizyjna i dubbingowa oraz wokalistka. Udzieliła głosu Łatkowi w angielskiej wersji japońskiej anime Hamtaro.

## Wybrana filmografia
- 1979: Ginga tetsudô Three-Nine jako Tetsuro Hoshino (głos)
- 1981: Sayônara, ginga tetsudô Surî-Nain: Andromeda shûchakueki (Adieu, Galaxy Express 999) jako Tetsuro Hoshino (głos)
- 1985: Rainbow War jako Czerwona księżniczka
- 1986–1989: Dragon Ball jako Goku (głos)
- 1986: Mezon Ikkoku jako Kentaro Ichinose
- 1986: Dragon Ball: Legenda Shenlona (Doragon bôru: Shenron no densetsu) jako Goku (głos)
- 1987: Danger Bay jako Lisa
- 1989: Mucha 2 (The Fly 2) jako Veronica Ronnie Quaife
- 1989: Kuzyni (Cousins) jako Terri Costello
- 1989: Ranma ½ jako Tsubasa Kurenai (głos)
- 1989: Piątek, trzynastego VIII: Jason zdobywa Manhattan (Friday the 13th Part VIII: Jason Takes Manhattan) jako J.J. Jarrett
- 1989: Dragon Ball Z: Martwa strefa (Doragon bôru Z 1: Ora no Gohan wo kaese) jako Gohan (głos)
- 1989–1990: Wiseguy jako tancerka erotyczna/brunetka
- 1989–1996: Dragon Ball Z jako Gohan (głos)
- 1990: Dragon Ball Z: Najsilniejszy wojownik na Ziemi (Doragon bôru Z 2: Kono yo de ichiban tsuyoi yatsu) jako Gohan (głos)
- 1990: Dragon Ball Z: Bratobójcza walka (Doragon bôru Z 3: Chikyû marugoto chô kessen) jako Gohan (głos)
- 1995: Street Fighter: The Animated Series jako Sakura (głos)
- 1997: Wojownicze żółwie ninja - następna mutacja (Ninja Turtles: The Next Mutation) jako Vam-Mi (głos)
- 2000: Dragon Ball Z: The Movie - Dead Zone jako Gohan (głos)
- 2000: Dragon Ball Z: The Movie - The Tree of Might jako Gohan (głos)
- 2000–2006: Hamtaro jako Łatek (głos)
- 2000–2003: X-Men: Ewolucja (X-Men: Evolution) jako Callisto (głos)
- 2000–2004: Inuyasha jako Eri (głos)
- 2001: Inuyasha - Toki wo koeru omoi jako Sota Higurashi (głos)
- 2001: The SoulTaker jako Megumi Akiba (głos)
- 2002: Inuyasha - Kagami no naka no mugenjou jako Sota (głos)
- 2005: The Outfit jako Adrienne (głos)